# الجدول الزمني لحرب الخليج الثانية (سبتمبر 1990)
- 1 سبتمبر:

- فشل السكرتير العام للامم المتحدة في محادثاته التي اجراها مع وزير الخارجية العراقي. دي كويار يعلن ان العراق لم يظهر أي استعداد لقبول قرارات مجلس الأمن والانسحاب من الكويت.
- الزعيم الليبي يطرح مبادرة تقوم على اساس انسحاب متزامن من الخليج ومنح العراق اراضي وحقول نفط كويتية.
- العراق يسمح لتسعة وستين يابانيا جميعهم من النساء والاطفال باستثناء رجل واحد مريض السفر جوا إلى عمان.

- 2 سبتمبر:

- السلطات العراقية تبدأ في توزيع بطاقات التقنين الخاصة بتوزيع المواد الغذائية لمواجهة الحصار الاقتصادي:*..6 من الرعايا الغربيين يغادرون بغداد بعد احتجازهم في منشأت عراقية

- 3 سبتمبر:

- الامين العام لجامعة الدول العربية الشاذلي القليبي يستقيل من منصبه اثر تدهور العلاقات داخل الاسرة العربية والناجم عن الغزو العراقي

- 4 سبتمبر:

- الإمارات العربية المتحدة تعلن عن نشر قوات عسكرية مصرية وسورية ومغربية فوق اراضيها:* 5 سبتمبر:
- اجتماع طارئ لوزراء خارجية التعاون الخليجي. الاجتماع يدين رفض العراق الامتثال للقرارات العربية والدولية المتعلقة بغزو الكويت:* وزير الخارجية العماني يقول في الاجتماع: العراق وضعنا امام خيارات الحرب:* طارق عزيز يصل إلى موسكو ويعقد اجتماعا مع الزعيم السوفيتي ميخائيل جورباتشوف.

- 6 سبتمبر:

- وزير الدفاع السعودي يعلن ان بلاده ستضرب العمق العراقي بالصواريخ في حالة تعرض المملكة لهجوم باسلحة كيمياوية.

- 9 سبتمبر:

- الرئيسان الأمريكي جورج بوش والسوفيتي ميخائيل جورباتشوف يعقدان لقاء قمة في هلسنكي تسفر عن اتفاق شامل، حول التعامل مع أزمة الخليج. القمة لم تستبعد الحرب ولكن جعلتها الخيار الاخير.
- العراق يحشد قواته على حدوده مع تركيا. وانقرة تقرر إرسال فرقاطتين إلى الخليج

- 14 سبتمبر:

- القوات العراقية تقتحم مقار سفراء فرنسا وكندا وهولندا واعتقال عدد من الرعايا الدبلوماسيين. احتجاج دولي واسع على الحملة العراقية. فرنسا ترد بطرد عراقيين وترسل قوات برية إلى الخليج.

- 16 سبتمبر:

- الرئيس جورج بوش يوجه كلمة إلى الشعب العراقي عبر تلفزيون بغداد. الرئيس الأمريكي يقول ان النزاع ليس بين الولايات المتحدة والعراق بل بين العراق والعالم.
- مجلس الأمن يصدر قرارا يحمل رقم 667 يدين انتهاكات العراق لحرمة المقار الدبلوماسية واختطافه الرعايا الاجانب.

25 سبتمبر:
- الرئيس الفرنسي يعرض خطة فرنسية لحل الازمة تقوم عل اساس تسوية كافة النزاعات في الشرق الأوسط بعد حل ازمة الخليج.
- وزير الخارجية السوفيتي توجه تحذيرا شديدا للعراق ويهدد بلجوء الامم المتحد لاستخدام القوة لازالة.
- مجلس الأمن يصدر القرار رقم 670 بفرض الحظر الجوي على العراق. القرار يطالب جميع الدول بمنع تحليق الطائرات من وإلى العراق. المجلس يدعو إلى احتجاز السفن الراسية في المرافيء إذا اشتبه في مخالفتها الحصار البحري.

- 26 سبتمبر:

- العراق يتهم وزير الخارجية السوفيتي بتلقي رشوة من الغرب

- 27 سبتمبر:

- الرئيس حسني مبارك يعلن ان بلاده ستقوم بتدمير أي صواريخ عراقية تنشر في السودان. :*الرئيس المصري يقول ان مجلس التعاون العربي تحول إلى مجلس التآمر العربي.